# قانون الجنسية الأردنية
الجنسية الأردنية صفة المواطنة في المملكة الأردنية الهاشمية ويمكن الحصول عليها بالولادة أو بالتجنس.
يتم نقل الجنسية الأردنية عن طريق الأبوة (الأب). لذلك، يمكن للرجل الأردني الذي يحمل الجنسية الأردنية منح الجنسية لأطفاله وزوجات أجنبيات.
وبموجب القانون الحالي، لا يمكن لأبناء المهاجرين الأردنيين أن يحصلوا على الجنسية إلا من والدهم لأن النساء لا يمكنهن نقل الجنسية إلى أطفالهن أو أزواجهن الأجانب. منذ عام 2010، تزايد الطلب العام على إتاحة الفرصة للنساء الأردنيات لنقل جنسياتهن الأردنية إلى أطفالهن وأيضًا إلى أزواجهن.
الأردن، البلد العربي الوحيد الذي يضم عددًا كبيرًا من   اللاجئين الفلسطينيين الذين يتم استيعابهم والذين يمنحهم الجنسية، حيث أن بعض المواطنين من أصل فلسطيني تم تجريدهم من الجنسية بشكل غير متوقع، مما أدى إلى تزايد المخاوف وتضخيم النقاش الوطني حول الوجود الفلسطيني في الأردن وحق العودة الفلسطيني فيما يتعلق بالمحافظة على الأراضي الفلسطينية من القوات الإسرائيلية.

## حقوق ومسؤوليات المواطنين الأردنيين

### حقوق المواطنين
يتمتع مواطنو المملكة الأردنية الهاشمية بموجب القانون بالحق القانوني في:
• العيش بحرية في المملكة الأردنية الهاشمية دون أي متطلبات للهجرة.
• الحصول على التعليم المجاني الذي يشمل التعليم الابتدائي والثانوي. التعليم الجامعي ليس مجانيًا.
• تلقي جميع مزايا الرعاية الصحية في أي مؤسسة صحية عامة.
• المشاركة في النظام السياسي الأردني.
• الاستفادة من مزايا اتفاقيات سوق التجارة الحرة بين المملكة الأردنية الهاشمية والعديد من الدول العربية.
• الحصول على إعفاء من الضرائب دون أي شرط من المعاملة بالمثل.
• الملكية والوراثة والقيم في المملكة الأردنية الهاشمية.
• الدخول والخروج من المملكة الأردنية الهاشمية من خلال أي ميناء.
• السفر من وإلى الدول الأخرى وفقًا لمتطلبات التأشيرة.
• طلب المساعدة القنصلية والحماية في الخارج من قبل المملكة الأردنية الهاشمية من خلال السفارات والقنصليات الأردنية في الخارج والعكس.

#### مسؤوليات المواطنين
في حالة الضرورة، يطلب من جميع المواطنين الأردنيين، عندما ينص قانون الحكومة الأردنية، حمل السلاح نيابة عن المملكة الأردنية الهاشمية، لأداء الخدمة المقاتلة في القوات المسلحة الأردنية، وأداء عمل وطني. وذلك تحت التوجيه المدني.
تحت إشراف سلطة رسمية، قد يُطلب من الشخص المدان من قبل محكمة قانونية القيام بأي عمل أو تقديم أي خدمة شريطة عدم توظيف الشخص أو وضعه تحت تصرف أي شخص أو شركة أو جمعية.

## القانون
صدر القانون الذي يشمل الجنسية الأردنية في 1 يناير 1954 باعتباره قانون الجنسية الأردني لعام 1954 وتم تعديله آخر مرة في عام 1987.

## ازدواجية الجنسية
وفقا للحكومة الأردنية، لم تكن هناك قيود على الجنسية المتعددة في المملكة الأردنية الهاشمية منذ قانون 1954 الخاص بالجنسية الأردنية. وهكذا، فإن الأجانب الذين يكتسبون الجنسية الأردنية والمواطنين الأردنيين الذين يكتسبون طواعية جنسية أخرى يحملون جنسيتهم السابقة (خاضعة لقوانين الدولة الأخرى).

## اكتساب الجنسية الأردنية
الطفل هو أردني عند الولادة إذا:
• كان الأب أردني أو الوالدان مواطنان أردنيان.
• الطفل هو نسل أم غير متزوجة (بغض النظر عن جنسيتها)، ولكن أبوة الطفل، على الرغم من عدم وجود زواج، تم الإعلان أنها تنتمي إلى رجل يحمل الجنسية الأردنية.

### التجنس
وفقا للقانون رقم 6 لسنة 1954 بشأن الجنسية (آخر تعديل في عام 1987).
المادة الرابعة: يجوز لأي عربي يقيم في المملكة الأردنية الهاشمية لمدة لا تقل عن 15 سنة أن يحصل على الجنسية الأردنية بقرار من مجلس الوزراء بناءً على اقتراح من وزير الداخلية إذا تخلى عن جنسيته. الأصل والقانون في بلده يسمح له بذلك، شريطة التالي:
(1) حسن السيرة والسلوك ولم يسبق إدانته بجريمة تنطوي على شرفه أو أخلاقه.
(2) لديه وسائل مشروعة للرزق.
(3) سليم العقل ولا يعاني من أي ضعف من شأنه أن يجعله عبئا على المجتمع.
(4) يأخذ يمين الولاء والولاء لصاحب الجلالة أمام عدالة السلام.
المادة الثانية عشرة يجوز لأي شخص غير الأردني غير القادر التقدم بطلب إلى مجلس الوزراء لمنح شهادة بالتجنس الأردني إذا:
(1) كان يقيم بشكل منتظم في المملكة الأردنية الهاشمية لمدة أربع سنوات سابقة لتاريخ طلبه.
(2) يعتزم الإقامة في المملكة الأردنية الهاشمية.

## مكان الولادة في المملكة الأردنية الهاشمية
لا يُمنح المولد في المملكة الأردنية الهاشمية في حد ذاته الجنسية الأردنية.

## فقدان الجنسية الأردنية
قد لا يفقد أردني الجنسية الأردنية ولا يكتسب جنسية دولة أخرى دون موافقة مجلس الوزراء، ما لم تكن تلك الدولة الأخرى دولة عربية.

### التنازل
يسمح القانون الأردني بالتخلي الطوعي عن الجنسية الأردنية، بإذن من مجلس الوزراء. يجب على الشخص الذي يرغب في التخلي عن جنسيته الاتصال بالضابط القنصلي أو الدبلوماسي الأردني أو السفارة الأردنية داخل دولة أجنبية ودفع الرسوم المطلوبة والموافقة عليها من قبل وزارة الداخلية.

#### خسارة الجنسية بسبب توقف الأبوة
فالطفل الذي تعتمد جنسيته الأردنية على الروابط الأبوية يفقد المواطنة عندما يتم قطعها.

##### خسارة الجنسية بسبب التبني
يعتبر الطفل الأردني الذي يتبناه الوالدان الأجانب فقد الجنسية الأردنية.

### إلغاء التبني
في حالة فقدان المواطن الأردني السابق المواطنة بسبب التبني من قبل الوالدين الأجانب وإلغاء التبني فيما بعد، تعتبر الجنسية الأردنية غير ضائعة أبداً.

#### الجنسية المزدوجة
على الرغم من أن قانون الجنسية الأردني يسمح بمواطنة متعددة، فقد يُطلب من مواطن أردني يحمل جنسية دولة أخرى أن يتخلى عن الجنسية الأجنبية بموجب قانون الجنسية للبلد الأجنبي. على سبيل المثال، يجب على مواطن أردني ياباني مزدوج، أن يصدر إعلاناً اختيارياً، إلى وزارة العدل اليابانية، قبل بلوغه سن 22 عاماً، فيما إذا كان يرغب في الاحتفاظ بالجنسية الأردنية أو اليابانية.

##### خسارة بسبب سوء التصرف
يجوز تجريد الشخص الذي يرتكب سوء سلوك من شأنه تقويض أمن المملكة الأردنية الهاشمية وعائلته من جنسياتهم.

#### خسارة بسبب تسجيل الدفاع الأجنبي
يفقد الشخص الذي ينضم للقوات المسلحة لدولة أخرى جنسيته الأردنية.

## الإصلاحات
منذ عام 2010، تزايد الطلب العام على إتاحة الفرصة للنساء الأردنيات لنقل جنسياتهن الأردنية إلى أطفالهن وأيضا إلى أزواجهن. في السنوات الأخيرة، طالبت الضغوط الداخلية المتزايدة والمخاوف الخارجية الحكومة الأردنية بمنح الحقوق المدنية لأطفال النساء الأردنيات المتزوجات من أجانب، بما في ذلك الحق في تلقي العلاج في المستشفيات التابعة لوزارة الصحة، والحق في الحصول على تصاريح الإقامة والحق في التعليم في المدارس والجامعات العامة. هذا بالإضافة إلى حقهم في العمل والحصول على رخص القيادة وربما منحهم جوازات سفر عادية (بدون رقم وطني) لتسهيل سفرهم خارج البلاد. 
في 7 سبتمبر / أيلول 2014، وسط غضب شعبي متزايد وضغوط من زعماء أجانب مثل وزير خارجية الولايات المتحدة جون كيري، أعلن رئيس الوزراء الأردني عبد الله النسور موافقة الحكومة على منح أطفال النساء الأردنيات المتزوجات من أجانب امتيازات وتسهيلات معينة لتخفيف أعبائهم داخل الأردن.
«نلتقي اليوم للوفاء بتعهدنا لأطفال بناتنا الأردنيات بقبول العديد من ما اقترحته اللجنة البرلمانية من خلال تسهيل العديد من الأمور الرسمية لأطفالهم من زواج أجنبي.»
صدرت اللوائح في 4 يناير 2015، وقرب نهاية الشهر، تلقت دائرة الأحوال المدنية والجوازات طلبا لإصدار بطاقات هوية خاصة لأطفال النساء الأردنيات المتزوجات من أجانب. قال مروان قطيشات، مدير دائرة الاحوال المدنية والجوازات، لصحيفة جوردان تايمز قرب نهاية يناير 2015 أنهم أصدروا 965 بطاقة هوية وعالجوا 2,148 طلبًا. 

### إلغاء الجنسية من مواطنين أردنيين من أصل فلسطيني
منذ عام 1988، وبشكل خاص على مدى السنوات القليلة الماضية، كانت الحكومة الأردنية وبدون إشعار تسحب الجنسية الأردنية من مواطنيها من أصل فلسطيني، مما يجعلهم عديمي الجنسية. وكما صرحت هيومن رايتس ووتش ، فإن هذا يعد انتهاكا مباشرا لقانون الجنسية الأردني لعام 1954 الذي ينص على أن الفلسطينيين المقيمين في الضفة الغربية في عام 1949 أو بعد ذلك حصلوا على الجنسية الأردنية كاملة بعد انضمام الأردن إلى الضفة الغربية في أبريل 1950.
الفلسطينيون الذين انتقلوا من الضفة الغربية (سواء كانوا لاجئين أم لا) إلى الأردن، يصدرون بطاقات هوية صفراء لتمييزهم عن الفلسطينيين في «مخيمات اللاجئين الرسمية العشرة» في الأردن. من عام 1988 إلى عام 2012، تم إبطال جنسياتهم بالآلاف. وزير الداخلية الأردني نايف القاضي قال:
«هدفنا هو منع إسرائيل من إفراغ الأراضي الفلسطينية لسكانها الأصليين»، أوضح الوزير، مؤكداً أن المملكة بدأت في إلغاء جنسية الفلسطينيين. وقال «يجب ان نشكر على اتخاذ هذا الاجراء». «نحن نقوم بواجبنا الوطني لأن إسرائيل تريد طرد الفلسطينيين من وطنهم». 
قدرت هيومن رايتس ووتش أن حوالي أن أكثر من 40000 فلسطيني تأثروا بهذه السياسة. 
قالت الحكومة الأردنية إن هذه الأعمال تشبه تلك التي تقوم بها الدول العربية الأخرى بهدف مساعدة الأردنيين من أصل فلسطيني من خلال مطالبة أولئك الذين فروا من الضفة الغربية أو القدس بعد حرب عام 1967 بإبقاء وثائقهم الإسرائيلية صالحة منذ الحكومة الإسرائيلية. يستمر في التحول إلى مزيد من الجناح اليميني تحت قيادة وزير خارجيته المحافظ أفيغدور ليبرمان. وقال نبيل الشريف، وزير الدولة الأسبق للشؤون الإعلامية والسفير الأردني في المغرب:
«ليس سرا أن بعض العناصر في إسرائيل ترغب في رؤية المناطق الفلسطينية بدون الشعب. لا نريد أن نكون طرفاً في هذا.»
في عام 2012، وعدت الحكومة الأردنية بالتوقف عن إلغاء جنسية الفلسطينيين، واستعادة الجنسية إلى 4500 فلسطيني كانوا قد فقدوها من قبل. 
ومع ذلك، فقد انتقد الكثيرون تصرفات الحكومة الأردنية كخطوة سرية للحفاظ على مصلحة الحكومة من خلال محاولة استرضاء الأردنيين غير الفلسطينيين الذين يشعرون بالقلق إزاء تنامي النفوذ الاقتصادي والسياسي للمواطنين من أصل فلسطيني، وهو ما أنكره نبيل شريف.

## روابط خارجية
- Law No. 6 of 1954 on Jordanian Nationality